# Olga Zelenkova
Olga Zelenkova –en ruso, Ольга Зеленкова– (1967) es una deportista soviética que compitió en natación. Ganó una medalla de bronce en el Campeonato Europeo de Natación de 1983, en la prueba de 200 m braza.

## Palmarés internacional
| Campeonato Europeo | Campeonato Europeo | Campeonato Europeo | Campeonato Europeo |
| Año                | Lugar              | Medalla            | Prueba             |
| ------------------ | ------------------ | ------------------ | ------------------ |
| 1983               | Roma (Italia)      | Medalla de bronce  | 200 m braza        |